# 短啄蒲公英
短啄蒲公英（学名：Taraxacum brevirostre）是菊科蒲公英属的植物。分布于伊朗、巴基斯坦、土耳其、阿富汗、伊拉克以及中国大陆的青海、西藏、甘肃等地，生长于海拔1,700米至5,000米的地区，见于山坡草地处。